# Китовидковые
Китовидковые  (лат. Cetomimidae) — семейство лучепёрых рыб из отряда бериксообразных. Глубоководные рыбы, обитают в батипелагиали на глубине от 1000 до 4000 м.

## Описание
Тело мягкое и дряблое. Кожа свободно свисающая. Спинной и анальный плавники расположены напротив друг друга и сдвинуты к задней части тела, без жёстких лучей. У взрослых особей брюшные плавники отсутствуют; у личинок — югулярные, с 4—10 мягкими лучами; у молоди количество лучей уменьшается. Фотофоры отсутствуют. Три или четыре жабры. Выражен половой диморфизм. Самки. Тело китообразное. Голова большая или очень большая. Глаза редуцированы (маленькие, но хорошо развитые у Procetichthys). Рыло очень длинное; носовой орган слабо развит (за исключением Procetichthys). Рот очень большой, горизонтальный; окончания челюстей заходят далеко за задний край глаза. Зубы на челюстях либо крошечные и близко посаженные, либо мелкие и широко расставленные; либо удлиненные, посаженные плотными рядами. Есть зубы на нёбе и сошнике. Жаберные тычинки булавовидной формы, в виде зубовидных пластинок или отдельных зубчиков. Жаберные перепонки не соединены. Вокруг анального отверстия и оснований спинного и анального плавников есть пещеристая железистая ткань, назначение которой неизвестно (ранее считали, что ткань может выделять светящееся вещество); присутствует у представителей всех родов, кроме Procetichthys и Rhamphocetichthys. Плевральные ребра отсутствуют; позвонков 38—59. Тело окрашено в коричневый или оранжевый цвет с блестящими оранжевыми или красными челюстями и плавниками. Максимальная длина тела 31 см (у Gyrinomimus grahami). Самцы. Тело удлиненное, покрыто мелкой циклоидной чешуёй (чешуя не врастает в кожу и легко опадает после поимки рыб сетями). Голова небольшая. Пещеристая железистая ткань отсутствует. Рыло удлинённое, рот умеренной величины, горизонтальный. Окончания челюстей не заходят за окончание глаза. Зубы отсутствуют. Глаза маленькие. Носовой орган огромный, закрывает большую часть рыла. Кожный лоскут на задней ноздре отсутствует. Жаберных тычинок нет. Жаберные перепонки соединены. Боковая линия представлена короткими вертикальными рядами сосочков.

## Питание
Морфологические преобразования в ходе онтогенеза включают в себя существенные изменения в скелете, наиболее выраженные в голове, что обуславливает совершенно различные механизмы питания. Личинки имеют маленькие, направленные вверх рты и питаются копеподами. У самок огромные пасти с длинными горизонтальными челюстями и специализированными жаберными дугами, позволяющими им захватывать более крупную добычу. Самцы после метаморфоза прекращают питаться, теряют желудок и пищевод и, по-видимому, получают энергию на протяжении всей взрослой жизни за счёт болюса копепод, обнаруженного у всех самцов при метаморфозе, и запасённого в массивной печени.

## Классификация
В состав семейства включают 9 родов и 21 вид:
- Род Cetichthys — 2 вида
- Род Cetomimus — Цетомимусы — 8 видов
- Род Cetostoma — Цетостомы — монотипический
- Род Danacetichthys — монотипический
- Род Ditropichthys — Дитропихты — монотипический
- Род Gyrinomimus — Гириномимусы — 5 видов
- Род Notocetichthys — монотипический
- Род Procetichthys — монотипический
- Род Rhamphocetichthys — монотипический

Более столетия все выловленные особи семейства были представлены только самками. Лишь в 2009 году на основании морфологических и генетических данных было показано, что исследованные экземпляры из семейств Mirapinnidae, Megalomycteridae и Cetomimidae представляют собой личинок, самцов и самок, соответственно, одного семейства китовидковых.